# Pi-si

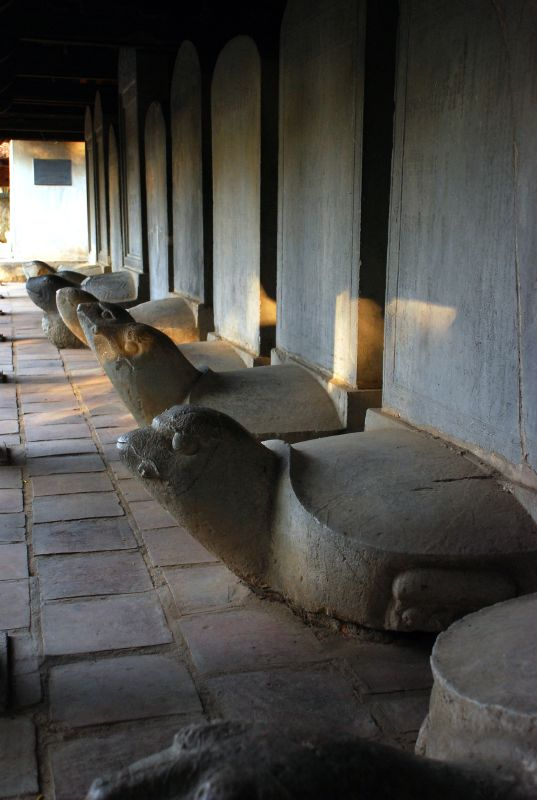
Řada želv v chrámu literatury v Hanoji. Na stély se od roku 1484 zapisovala jména kandidátů úspěšně složivších státní úřednické zkoušky.

Pi-si (čínsky: pchin-jin bìxì, znaky tradiční 贔屭, zjednodušené 赑屃) je bájný tvor, směsice čínského draka a želvy, jeden z „devíti dračích synů“ (lung šeng ťiou c’, 龍生九子, 龙生九子) čínské mytologie. Další názvy kamenných želv jsou kuej-fu (龟趺) a pa-sia (霸下). 
Charakter pi-si je obvykle shrnován do fráze „pi-si ráda nosí břemena“ (pi-si si fu čung, 赑屃喜负重) a proto se v čínské architektuře objevuje jako obří ušatá a zubatá želva nesoucí na krunýři stélu s důležitým textem. Různé varianty takových stél na hřbetě želvy stojí v Číně i okolních zemích ovlivněných čínskou kulturou: Vietnamu, Koreji, Mongolsku a dokonce v Rusku (v Ussurijsku).
Ve staré čínské tradici želva symbolizuje dlouhověkost; její tvar byl spojován se vznikem světa; její blízkost k bohům vedla k využití pro věštění. Všechny tyto faktory mohly ovlivnit výběr želvy jako základu stél majících stát navždy. V literatuře se objevil i názor, že motiv želvy-podstavce byl ovlivněn tradičním indickým obrazem želvy nesoucí na krunýři slona, který nese svět.